# Francouzský angloarab
Francouzský angloarab je označení plemena teplokrevného koně, vyšlechtěného na území Francie křížením anglického plnokrevníka a arabským.

## Historie chovu
V první polovině 19. století začali chovatelé v Anglii s zkvalitněním výtečného zdejšího plnokrevníka přidáním vlastností arabských plnokrevníků. Vzápětí po nich obdobné křížení vyzkoušeli chovatelé v Francii, Německu, Polsku a také v Čechách.
Ve Francii systematický chov angloarabů začal roku 1836 v hřebčíně Pompadour. Tehdejší ředitel E.Gayot nechal arabské hřebce Massouda a Aslana Turka připustit na plnokrevné klisny Dair, Common a Selim. Vzniklé potomstvo bylo velmi kvalitní, mělo polovinu krve arabské, polovinu anglické. Chov se v tomto hřebčíně podařilo ustálit, tedy dále nekřížit s jinými plemeny. Později se chovem začaly zabývat další hřebčíny a vzniklo tak několik linií Francouzského angloaraba.

## Vzhled koně
Je to kůň vysoký a štíhlý. Hlavu mívá jemnější než anglický plnokrevník, s rovným profilem a má velké oči. Krk je delší než u koní arabských, ocas posazený vysoko. Nohy jsou dlouhé a štíhlé. Barvy má povolené všechny. Při Olympijských hrách v Berlíně byl tento druh koně vyhlášen nejkrásnějším koněm her.

## Vlastnosti
Není tolik vznětlivý, jako plnokrevníci a ani tak rychlý, zato má dokonalé chody, je odolný a vytrvalý.
Každý z hřebčínů produkuje trochu odlišné typy, někteří koně jsou tak lehčí a rychlejší.

## Použití
Je zejména využíván pro sportovní účely, k dostihům, drezuře i dalším soutěžím. Pompadurští koně sloužili v armádě a byli využíváni jako lehcí kočároví jukři.